# Haletudsen
Haletudsen er en dansk kortfilm fra 2004 med instruktion og manuskript af Bo Dalum.

## Handling
Malous far er frømand. Da han bliver meldt savnet, trækker moderen sig ind i sig selv, og Malou må tackle sin sorg på egen hånd. Hun lader som om faderen leger gemmeleg, og at hun skal finde ham.

## Medvirkende
- Kirstine Andersen - Malou
- Kim Sønderholm - Malous far
- Suzanne Darmer - Malous mor
- Jens Arentzen - Betjent
- Mirza Ekinovic - Soldat i mareridt
- Tao Hildebrand - Soldat
- Søren Brunsgaard Petersen - Ældre politimand
- Emil Rørbye - 'Yngre politimand